# Přimda (hrad)
Přimda (německy Burg Pfraumberg) je zřícenina nejstaršího známého kamenného hradu na území ČR. Nachází se nad městem Přimda v okrese Tachov, na stejnojmenném kopci Přimda (848 m n. m.). Tento raný představitel románské hradní architektury vznikl v roce 1121 za vlády Vladislava I. Zřícenina je chráněna jako národní kulturní památka. Státní hrad je ve správě Národního památkového ústavu a je přístupný veřejnosti.

## Vznik
Je možné, že na místě hradu stávalo starší raně středověké hradiště, ale jeho pozůstatky nebyly archeologicky doloženy. Nejstarší písemný doklad o existenci hradu se nachází v Kosmově kronice, která se zmiňuje o tom, že v roce 1121 postavili nějací Němci uvnitř hranic českých ve hvozdu, k němuž se jde přes ves Bělou, hrad na strmé skále. Stavebníkem hradiště mohl být Děpolt II. z Vohburgu, který byl správcem sousedící německé Severní Marky a který nechal postavit hrad v Chebu. Pravděpodobně nedlouho po dokončení stavby, byla Přimda dobyta Vladislavem I., protože její výstavbu za hranicemi pohraničního hvozdu považoval za porušení svých svrchovaných práv.[zdroj?] Dokladem o německém původu tohoto hradu je i srovnání s některými stavbami podobného charakteru na bavorské straně jako např. hrad Flossenbürg nebo hrad Chammeregg u Kouby. Ve stejné době v českých zemích takováto stavební tradice není doložena.

## Historie hradu

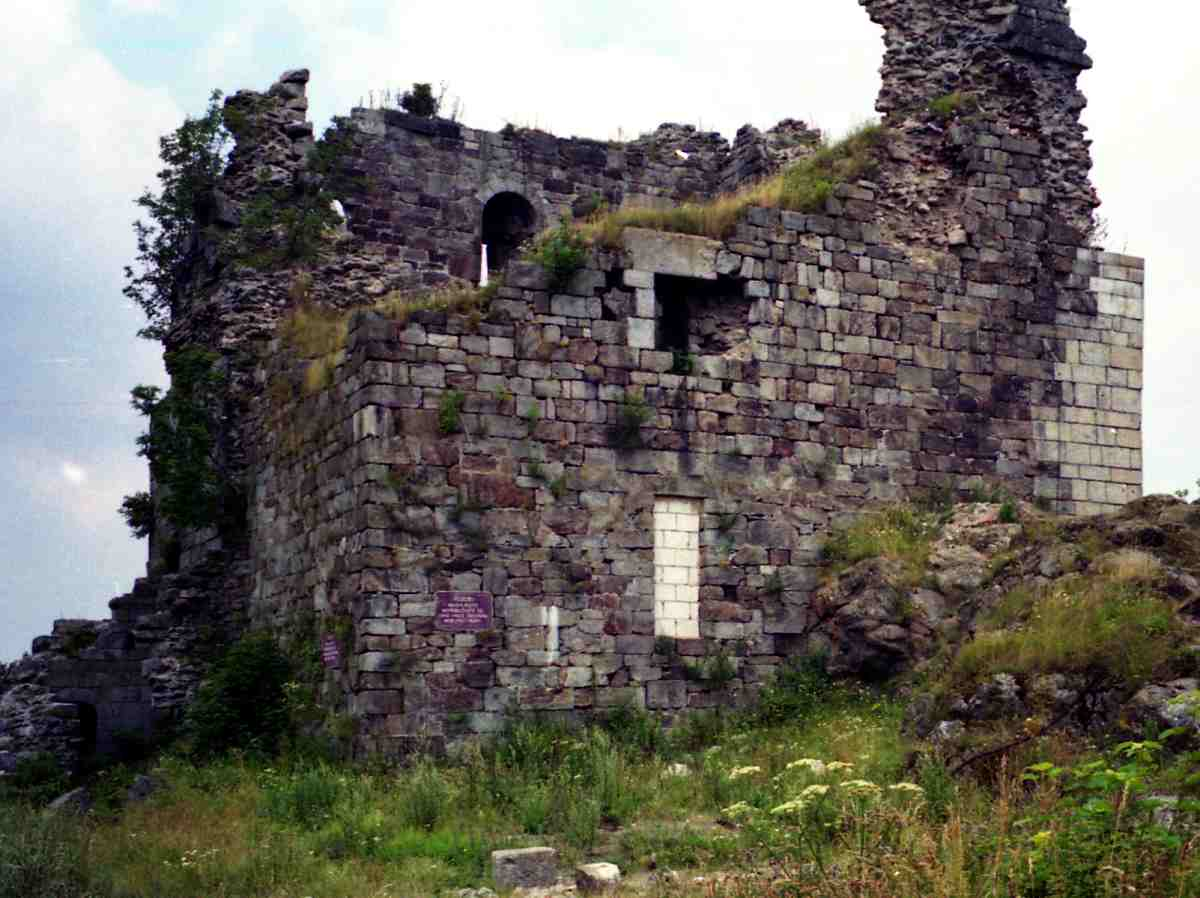
Věž v 90. letech 20. století

Přimda se stala knížecím majetkem, sloužila jako strážní místo na norimberské cestě u jednoho z pohraničních přechodů do říše a byla užívána i jako vězení (syn Soběslava I. Soběslav nebo Přemysl po nezdařeném povstání proti svému otci v roce 1247). Vzhledem k tomu, že důležitost norimberské cesty ve 12. a 13. století rostla, byla Přimda přestavěna a zesílena během vlády Soběslava I., ve 13. století patřil kastelán Přimdy mezi nejdůležitější úřady v přemyslovském státě.
Za Jana Lucemburského byl hrad zastaven Vilémovi Zajícovi z Valdeka a poté rychtáři Jakubovi Frenclínovi. Zpět Přimdu v roce 1344 získal Karel IV. Za Václava IV. byla opět zastavována, kontrolu panovník získal až v roce 1418, kdy Přimdu dobylo královské vojsko. V roce 1429 se pokusilo katolickou baštu drženou Jindřichem Žitem z Jivjan neúspěšně dobýt husitské vojsko. V 15. a 16. století byl hrad opět často zastavován, v letech 1454–1592 jej takto drželi např. páni ze Švamberka. Od roku 1675 až do 1. poloviny 20. století byli majiteli Kolowratové.
28. července 1989 se na hradě po otřesu půdy sesula část zdi. Byli zasypáni tři dvanáctiletí chlapci, z nichž jeden na následky zranění zemřel. Bezprostředně po události se v novinách objevovalo tvrzení, že zeď spadla následkem hluku, který skupina dětí způsobovala – objevila se i hypotéza, že neštěstí souvisí s předchozími nedokončenými stavebními zásahy firmy Armabeton. V období 2001–2010 byla zřícenina staticky zajištěna a restaurována.

## Stavební podoba
Hrad na dominantním vrcholu tvořila vysoká hranolová věž o čtvercovém půdorysu (asi 16 × 16 m), tzv. donjon, postavená z žulových kvádrů. Měla obytnou funkci: k příslušenství patřil mimo jiné i krb a prevét (nejstarší dochovaný v českých zemích). O dalších původních stavbách nemáme doklady vlivem úprav a oprav, které zde probíhaly v 20. století. Ve vrcholném středověku byl hrad dále rozšiřován, okolo donjonu vznikla kamenná hradba, dále byly jako součást obranného systému vystavěny další dvě věže.

## Legenda
Legenda o hradě Přimda se objevuje i v díle Zlatá kniha historických příběhů, v příběhu Vítek Vítkovič (autor. Václav Kliment Klicpera) o rytíři Vítkovi. Ten se snažil chránit svého pána knížete Oldřicha i přes všechny útrapy z rodu Vršovců. Vítek se objevil na tomto hradě coby vězeň a uslyšel jeho příběh. Kdysi dávno dal, dle legendy, dal hrad vystavět Albert markrabě vysokohradský. Ten unesl Helenu, dceru císaře Jindřicha zvaného Ptáčník. Dívku chtěl ukrýt na tajném místě a tak svolal mnoho dělníků, kterým slíbil vysokou odměnu. Podmínkou však bylo, že nikdo nesmí opustit staveniště, dokud hrad nebude zcela hotov. Hrad byl vymyšlen tak, že jediná přístupová cesta vedla přes dubové větve. Když byly práce hotovy, uspořádal markrabě hodokvas. Dělníci se usadili u dlouhého stolu a začali v hodování. Tu se však markrabě začal modlit tak vroucně, až vstal. Dělníci učinili totéž podle jeho příkladu. V ten okamžik však markrabě spustil skrytý mechanismus a všichni dělníci skončili po desítkách metrů pádu v hluboké jámě pod hodovní místností. Hrad pak našel rytíř Příma, který za jeho služby knížeti Oldřichovi, směl hrad pojmenovat po sobě. Tak hrad dostal jméno Přimda.